# Luigi Filippi
Luigi Filippi (Avigliano, 20 gennaio 1810 – L'Aquila, 28 gennaio 1881) è stato un arcivescovo cattolico italiano.

## Biografia
Al secolo Vito Antonio, figlio di un fornaio, da piccolo intraprese gli studi nel convento di Santa Maria a Potenza e in quello di Laurenzana. Già prima di essere ordinato assunse incarichi di insegnamento nel convento. Non ancora trentenne, fu tra i fondatori della Società economica della Basilicata, nata allo scopo di promuovere il progresso civile ed economico di una delle regioni più arretrate del Mezzogiorno.
Fece parte della Commissione per la riforma delle scuole interne dell'Ordine francescano, predisponendo i testi di studio di scienze, fisica e matematica. Nominato ministro provinciale dell'ordine nel 1844, trasferì la sua sede da Potenza al convento di Avigliano, dove radunò tutti i novizi sparsi nei vari conventi della Basilicata per impartire loro una più rigorosa formazione religiosa e culturale, introducendo lo studio di materie scientifiche, prima ignorate.
Fondò un gabinetto di fisica e scrisse in latino i testi delle varie discipline. Il convento dei Riformati di Avigliano, aperto anche ai laici che volevano istruirsi, diventò presto un centro culturale e fu sede di concorsi poetici, di incontri culturali e di dibattiti. Nell'ottobre del 1846 padre Luigi Filippi ospitò il re Ferdinando II e nel 1851 fu nominato vescovo dell'Aquila.
Nella sede vescovile avviò la riorganizzazione della diocesi e partecipò attivamente ai lavori del Concilio Vaticano I. Monsignor Filippi fu il primo degli arcivescovi aquilani quando la diocesi venne elevata ad arcidiocesi da papa Pio IX. Durante il suo episcopato fu inoltre fondato all'Aquila, con la sua approvazione, l'istituto delle Suore zelatrici del Sacro Cuore da Maria Ferrari.

## Genealogia episcopale
La genealogia episcopale è:
- Cardinale Scipione Rebiba
- Cardinale Giulio Antonio Santori
- Cardinale Girolamo Bernerio, O.P.
- Arcivescovo Galeazzo Sanvitale
- Cardinale Ludovico Ludovisi
- Cardinale Luigi Caetani
- Cardinale Ulderico Carpegna
- Cardinale Paluzzo Paluzzi Altieri degli Albertoni
- Papa Benedetto XIII
- Papa Benedetto XIV
- Papa Clemente XIII
- Cardinale Giovanni Carlo Boschi
- Cardinale Bartolomeo Pacca
- Papa Gregorio XVI
- Cardinale Antonio Maria Cagiano de Azevedo
- Arcivescovo Luigi Filippi, O.F.M.Ref.